# حسن زرین‌خط
حسن زرین‌خط از سرآمدان خوشنویسی معاصر ایران است. او در سال ۱۲۷۳ در تهران متولد و در سال ۱۳۵۷ در همین شهر چشم از جهان فروبست.

او خود را از پیروان میرزا رضا کلهر می‌دانست.

در زمانی که هنوز دستگاه‌های جدید چاپ وارد ایران نشده بود، اکثر کتب چاپ سنگی به خط استاد زرین‌خط بود و از او ده‌ها کتیبه مساجد و بناهای بزرگ تاریخی به جا مانده است. در زمان حیات او تقریباً تمامی اسکناس‌ها، تمبرها، اوراق بهادار، کاشی‌ها، پلاک‌ها، شناسنامه‌ها، دفاتر ازدواج و بسیاری اوراق رسمی و دولتی به خط او بود.

## نکوداشت
مراسم نکوداشت استاد زرین‌خط در تاریخ ۱۳۹۰ در نگارخانه برگ سازمان زیباسازی شهر تهران برگزار گردید. در این مراسم جهانگیر نظام‌العلما، اکبر ساعتچی و حمیدرضا قلیچ‌خانی به سخنرانی پرداختند و نمایشگاهی شامل عکس، آثار و اسناد برپاگردید.

همچنین در این مراسم فیلم مستند کوتاهی ساخته امیر فرهاد بنمایش درآمد.